# Француско-кинески рат
Француско-кинески рат (кинески: 中法战争, француски: Guerre franco-chinoise) или Тонкин рат вођен је у периоду од 1884. до 1885. године. Завршен је француском победом.

## Рат
У колонијалној експанзији у Индокини, Француска улази у сукоб са Кином када је Анаму наметнула 1883. године свој протекторат. Тиме је доведено у питање сизеренство Кине над Анамом. Французи су за три недеље освојили Тонкин, најсевернију покрајину Анама. Након склапања договора са Кином, Французи се повлаче. Уговором им је обезбеђена слободна пловидба Црвеном реком.
Међутим, Французи убрзо поново покрећу интервенцију. Године 1883. француска експедиција под Анријем Ривјером се појавила пред Ханојем. Ривјер, међутим, гине у борби са Црним барјацима након чега се његова мала војска повлачи. Дана 2. септембра, Црни барјаци одбијају још један француски напад. До краја године, француске снаге појачане су на 10.000 људи од чега је било 1550 Анамита. Французи релативно лако освајају Шен Теј. Кинези, чији гарнизони чувају градове Тонкина од Црних барјака, прикупљају војску од 22.000 људи недалеко од Ханоја и изјављују да ће даље наступање Француза сматра ратом.
У пролеће 1884. године Французи отпочињу оперције а 12. марта одбацују Кинезе из утврђеног положаја Бак Ниња. Ускоро овладавају целим доњим током Црвене реке. Француска ескадра, састављена од четири оклопних крсташа, седам крстарица, три чатоповњаче и два торпедна чамца, под командом адмирала Амадеа Курбеа предузима блокаду кинеске обале од ушћа реке Мин Џајнг до ушћа Јанцекјанга. Извршила је и напад на луке Џи-Лунг и Дан-Шуј на Тајвану ради заузимања тамошњих богатих налазишза угља. Прелиминарним мировним уговором у Тјен-Џингу, 11. маја Кина се одрекла сизеренства над Анамом и Тонкином им обећал је да ће да повуче своје трупе. Међутим, борбе су настављене и на копну и на мору. Адмирал Себастијан-Николас Леспес предузео је напад са ескадром из Шанг-Хајана на Џи-Лунг 5. и 6. августа али је одбијен. Курбе је између 23. и 25. августа уништио кинеску ескадру и оштетио утврђење и арсенал у Фу-Џоуу. Поново је 1. октобра напао Џи-Лунг, 2. октобра освојио утврђења и складишта угља, али није успео да заузме руднике. Истог дана уништио је адмирал Леспес утврђења Џи-лунга, али 8. октобра Кинези су успели да му разбију десант. Септембра 1884. године Кинези су отпочели офанзиву из провинције Куанг-Шија ка југу у којој су Французима нанели тешке губитке.
13. фебруара 1885. године, Французи освајају Ланг Шен и предузимају напад на кинески логор Банг Боа који је завршен неуспехом те су били приморани да се поуку уа Ланг Шен. Из Ланг Шена су били истерани следећег месеца. Французи су марта 1885. године прогласили пиринач ратном контрабандом и блокирали ушће Јанкцекјанга. Између 29. и 31. марта заузели су и Пескадорска острва и претворили их у операцијску базу. Тиме су ратна дејства била завршена.
Мировним уговором из 4. априла, Французи су се обавезали да напусте Тајван и Пескадорска острва, али су задржали Анам и Тонкин. У рату је било ангажовано 59.910 људи и 75 ратних бродова. Од болести је умрло 5223, а у сукобима погинуло 3889 Француза. Кинески губици нису познати.